# Diego Ortúñez de Calahorra
Diego Ortúñez de Calahorra, född okänt år i Nájera i La Rioja, var en spansk författare.
Ortúñez de Calahorra har en plats i spanska litteraturen genom riddarromanen Espejo de Príncipes y cavalleros etc. (första delen 1562, 1580 och 1617; andra delen hade till författare Pedro de la Sierra, 3:e och 4:e delen Marcos Martinez). Adolf Hillman skriver i Nordisk familjebok: "Romanen hör till de mest långtrådiga och tålamodspröfvande i sin genre och blef äfven föremål för Cervantes' kritik".